# Emanuel Lindner
Emanuel Lindner (* 1. April 1905 in Lucavica, Siebenbürgen; † 1985 in Osnabrück) war ein deutscher Architekt, der sich besonders im Industriebau der klassischen Moderne betätigte.

## Leben
Lindner absolvierte eine Ausbildung am Bauhaus Dessau und Berlin von 1930 bis 1934 u. a. bei Ludwig Mies van der Rohe. Seit 1935 arbeitete er als freier Architekt in Berlin. 1946 lehrte er an der neu gegründeten Staatlichen Hochschule für Baukunst und Bildende Künste in Weimar Werklehre und Entwerfen; seit 1949 arbeitete er in Essen und Osnabrück, wo er auch eine Professur innehatte.

## Werk (Auswahl)
- 1936: Wohnhaus Dr. Haberecht, Berlin-Grunewald
- 1936: Wohnhaus in Berlin-Dahlem, Thielallee 49[1]
- 1936: Drahtfabrik Lang, Brandenburg an der Havel
- um 1939: Landhaus Prof. Harbort in Berlin-Zehlendorf, Schreberstraße 22[2]
- 1940: Landhaus Dr. D., Berlin-Dahlem[3]
- nach 1945: Bauten der Mobil-Oil AG, Celle
- 1946: Entwurf eines Hauses für 3000 Mark
- 1950: Erweiterungsbauten für die Textilfabrik Rawe, Nordhorn (zusammen mit Eberhard Zeidler)[4]
- 1951: Röntgeninstitut in Osnabrück, Lürmannstraße
- 1951: Wirkwarenfabrik in Fürstenau[4]
- 1952: Wohnhaus in Nordhorn
- 1953: Zahnräderfabrik Kestermann in Bad Oeynhausen[4][5]
- vor 1954: Betriebsplatz Lastrup der Brigitta Deutsche Vakuum-Öl AG im Oldenburger Land[6]
- 1956: Landhaus, Wickede (Ruhr)
- vor 1958: Arzthaus in Herford[7]
- 1959: Einfamilienhaus Bachmann, Bad Oeynhausen-Rehme, Heilenbrink 5
- 1959: Gruppe von vier Einfamilienhäusern in Essen-Bredeney[8]
- 1959: Wettbewerbsentwurf für das Opernhaus, Essen
- 1959: Einfamilienhaus für einen Industriellen in Lünen-Nord
- 1959: Erweiterungsbau für das Kestner-Museum in Hannover
- 1960: Büroanbau für die Zahnräder- und Getriebefabrik Gerhard Kestermann in Bochum
- vor 1960: Wohnhaus am Steinhuder Meer[9]
- 1964: Bungalow in Essen-Heidhausen